# JPEG 2000

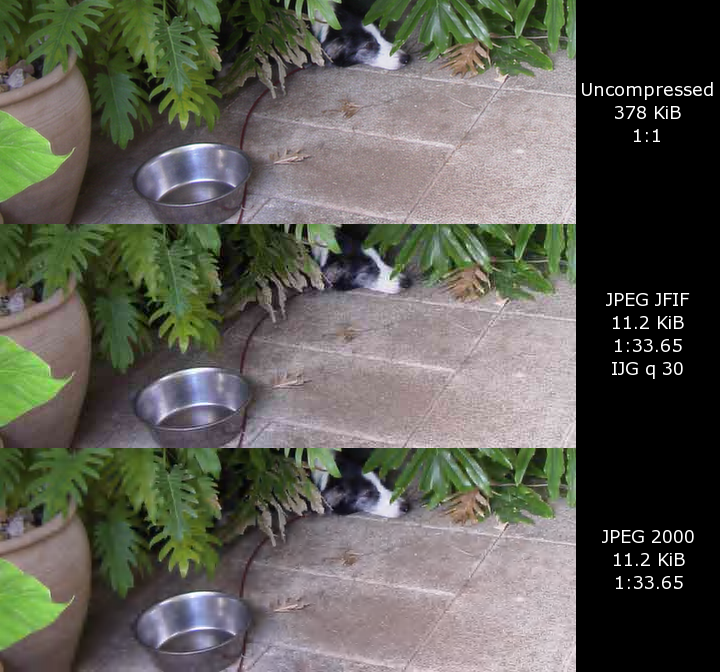
Comparação do JPEG 2000 com o formato JPEG original

JPEG 2000 é um padrão de compressão de imagens de alta definição criado em 1999. Este tipo de compressão utiliza métodos de lógica difusa para criar os dados de origem (que são os dados em que as imagens provêm e não são descartados). Pode compactar  até 90% do arquivo original sem perder a qualidade de imagem, pois os pixels não são gerados aleatoriamente na tela, e sim com um cálculo geométrico em que as cores primárias e o RGB ficam paralelos ao eixo central do arquivo.

## Características
- Performance de compressão superior: A altas taxas de bit, quando artefatos se tornam quase imperceptíveis, JPEG2000 tem uma vantagem de fidelidade medida a nível de máquina sobre o JPEG. Em baixas taxas de bit (por exemplo menor que 0.25 bits/pixel para imagens em escala de cinza), JPEG2000 tem muito mais vantagens significantes sobre certos modos de JPEG: artefatos são menos visíveis e quase não há “bloqueamento”. Os ganhos de compressão sobre JPEG são atribuídos ao uso do DWT (Discrete Wavelet Transform) e um tema mais sofisticado de codificação por entropia.
- Representação Múltipla de resolução: JPEG2000 decompõe a imagem em uma representação múltipla de resolução no percurso de seu processo de compressão. Essa representação pode ser usada para outro propósito de apresentação de imagem além da compressão.
- Transmissão progressiva com precisão em pixel e resolução, comumente referida como decodificação progressiva e taxa de escalabilidade sinal-ruído (SNR): JPEG2000 provê uma organização de stream de código eficiente a qual é progressiva por precisão de pixel e resolução de imagem (ou tamanho de imagem). Desse jeito, após uma pequena parte do arquivo inteiro ser recebido, o visualizador pode ver uma versão de baixa qualidade da imagem final. A qualidade então melhora progressivamente através do download de mais bits de dados da fonte. O padrão JPEG de 1991 também tem uma função de transmissão progressiva mas é raramente usada.
- Compressão com e sem perdas: como o JPEG de 1991, o padrão JPEG2000 provê compressão com e sem perdas em uma única arquitetura de compressão. A compressão sem perda é feita com o uso de uma transformada de integral de wavelet reversível no JPEG2000.
- Acesso e processamento de stream de código aleatório, também referido como Região de interesse (ROI): os sterams de código JPEG2000 oferecem alguns mecanismos para suportar acesso espacial aleatório ou acesso à região de interesse a vários graus de granularidade. Desse jeito é possível armazenar diferentes partes da mesma imagem usando diferentes qualidades.
- Resistência a erro: Como o JPEG 1991, JPEG2000 é robusto a erros de bit introduzidos por canais de comunicações com ruído, devido à codificação de dados em relativamente pequenos blocos independentes.
- Formato de arquivo flexível: Os formatos JP2 e JPX permitem manusear a informação de cor-espaço, metadata, e interatividade em aplicações em rede como foi desenvolvido no protocolo JPEG Part 9 JPIP.
- Informação espacial de Side channel: suporta totalmente transparência e planos alpha.